# Меня зовут Арлекино
«Меня зовут Арлекино» — советская двухсерийная молодёжная драма 1988 года режиссёра Валерия Рыбарева по мотивам пьесы Юрия Щекочихина «Ловушка 46, рост второй». Фильм рассказывает драматическую историю конфликта двух неформальных группировок. Снят Творческим объединением художественных фильмов киностудии «Беларусьфильм» летом 1987 года. Из-за цензуры фильм целый год пролежал на полке. Лента демонстрировалась в видеозалах кинотеатров и видеосалонах с июля 1988 года. Премьера фильма состоялась в Центральном доме кино (ЦДК) в Москве. В широкий прокат картина вышла 3 января 1989 года.
С 14 по 30 ноября 1988 года лента демонстрировалась в кинотеатре «Москва» на Смотре кинематографий союзных республик «Кино времён перестройки и гласности». 22 ноября 1988 года фильм был показан в столичном кинотеатре «Мир» в рамках традиционного городского кинофестиваля «Семья, время, общество». В московских кинотеатрах «Октябрь» и «Россия» показ картины начался с 3 января 1989 года. В апреле 1989 года был назван «одним из лучших фильмов 1988 года» читателями журнала «Советский экран», заняв 4 место в списке лауреатов конкурса. Помимо этого за исполнение роли Арлекино актёр Олег Фомин занял десятое место на звание «Лучшего актёра года», а за исполнение роли Лены актриса Светлана Копылова заняла шестое место на звание «Лучшей актрисы года». Является самым кассовым белорусским фильмом за всю историю белорусского кино: за 12 месяцев проката фильм посмотрело 41,9 миллиона зрителей.

## Сюжет
Конец 1980-х годов. Молодой парень Андрей Савичев по прозвищу Арлекино (Олег Фомин) живёт на небольшом полустанке возле железной дороги, недалеко от города. Он является лидером небольшой группы парней с железнодорожного посёлка «Вагонка», которые зовут себя «Вагонка» и противостоят различным группам неформалов: хиппи, металлистам, а также просто богатеньким «мажорам» из города. Арлекино не в восторге от такой жизни, но он понимает, что другой у него быть не может.
Вместе со своей группировкой из 9 человек Арлекино отправляется в город на электричке. В одном из вагонов они встретили несколько парней, громко слушающую тяжёлую рок-музыку на магнитофоне. На просьбу выключить музыку рокеры никак не отреагировали. Тогда парень из «Вагонки» по имени Илья вынул их аудиокассету и предложил им взамен другую. Один из рокеров решил отобрать кассету назад, но был остановлен Арлекино и получил от него предупреждение: не попадаться больше на глаза, чтобы не быть побитым. В конце вагона парни подсели к трём девушкам. «Панцирь» начал расспрашивать их по пустякам, затем попросил своего приятеля «Джека» показать им декоративную крысу по кличке «Графиня», после чего девушки испугались и ушли в другой вагон. Парни запели гимн своей группировки «Вагонка». Арлекино отобрал у «Костыля» металлическую цепь и выкинул её в окно, добавив, что за такие цепи многих членов их банды посадили за решётку.
Девушка Арлекино по имени Лена (Светлана Копылова), в которую он по-настоящему был влюблён, уходит от него к обеспеченному молодому мажору Интеру (Игорь Кечаев), однако любит она только Арлекино и позже возвращается к нему. Оскорблённый таким образом Интер решает разобраться с Арлекино. Он с группой других мажоров увозит Лену и Арлекино за город и там насилует Лену на глазах у Арлекино, но справедливость восторжествует: всех антиобщественных мажоров арестовывает милиция (их судьба в фильме не показана).

## В ролях
- Олег Фомин — Арлекино (Андрей Савичев)
- Светлана Копылова — Лена, девушка Арлекино
- Людмила Гаврилова — мать Арлекино
- Владимир Пожидаев — Степан, сосед
- Станислав Пшевлоцкий — Стась, бездомный поэт
- Игорь Кечаев — Интер, глава мажоров
- Игорь Сорокин — Чиж
- Виктор Хозяинов — Панцирь
- Павел Рыбарев — Джека
- Павел Прибыток — Мошка
- Василий Домрачев — Упырёв (Упырь)
- Виктор Бегунов — Костыль
- Михаил Никитин — приятель Арлекино
- Евгений Шкаев — Клещ
- Николай Шишков — цыган
- Татьяна Титова — Валентина
- Валентин Печников — Николай Степанович, капитан милиции, участковый
- Антонина Бендова — соседка
- Александр Воробьёв — Лысый
- Олег Фёдоров — сердитый муж
- Валерия Устинова — мажор
- Также в эпизодах: Владимир Мосиенко, В. Третьяков, С. Подофедов, Татьяна Мархель, Ольга Шепицкая, Пётр Кудряшов, А. Салтанова, Диана Иванова, Борис Лагода, В. Александров, Н. Долгов, Л. Горячева, Улдис-Янис Вейспал, И. Лайвиньш, Вадим Зуев, Э. Федосевич, Пётр Кулешов, Ольга Григорьева, Сергей Подгорный, Тимофей Сополев, Т. Цесляр, Е. Горощук, Елена Дятлова, А. Лисичишка, Е. Казак, Андрей Твардовский, А. Лисицина

## Съёмочная группа
- Авторы сценария — Валерий Рыбарев
- Режиссёр-постановщик — Валерий Рыбарев
- Оператор-постановщик — Феликс Кучар
- Художник-постановщик — Евгений Игнатьев
- Композитор — Марат Камилов
- Звукооператор — Борис Шангин
- Режиссёры — А. Плесанов, В. Калашник
- Оператор — С. Фомин
- Костюмы — Ирина Гришан
- Грим — Л. Игнатьевой
- Монтаж — Л. Цыпкиной
- Ассистенты:
  - режиссёра — Ж. Семеняка, Т. Семёнова
  - оператора — Виталий Шувагин, В. Агранович
  - художника — С. Тын
  - по монтажу — Я. Кунтинская
- Мастер по свету — Б. Боровик
- Мастер по гриму — О. Матвейчук
- Административная группа — О. Иванов, Н. Широкий, А. Марченко
- Редактор — Лилия Пинчук
- Директор картины — И. Гуринович

## Съёмки фильма
Съёмки фильма проводились в городе Гродно и на железнодорожной станции Поречье (в фильме мимо неё проходит пассажирский поезд сообщением Москва — Друскининкай).
Фильм сменил два названия: «Ловушка-87» и «Не бойся, я не трону тебя». По словам режиссёра, эта картина о молодых людях, которые выросли в разной среде и впитали разное отношение к жизни. Режиссёр отметил, что он переделал пьесу Юрия Щекочихина «Ловушка 46, рост второй» до неузнаваемости: в пьесе сюжет строится на выяснении отношений футбольных фанатов и не содержит социальных столкновений. В фильме же парни, живущие на маленькой железнодорожной станции, во главе с Арлекино совершают поездки в город, пытаясь по-своему разобраться с мальчиками-мажорами, стилягами, панками, «фашистами», металлистами и прочими неформалами, и всё это на фоне драматичной любовной линии.

Я вырос в районе тракторного завода, и у меня были такие же, как в фильме, друзья. Мне хорошо знакома эта среда.— Режиссёр фильма Валерий Рыбарев
24 марта 1989 года в газете «Советский спорт» вышло интервью с режиссёром фильма, в котором он сообщил, что целью Арлекино и его друзей является «борьба с теми, кому уготованы жизненные блага». Автору картины не хотелось, чтобы его героя зрители воспринимали как обыкновенного хулигана, ведь Арлекино «соткан из противоречий, сформирован своим временем и несёт в себе его черты». По словам режиссёра, прообразом группировки «Вагонка» стала белорусская «команда» из Борисова. Некоторые эпизоды из их похождений в городе перенесены в картину почти буквально. По другой версии, прообразом группировки «Вагонка» стали люберы (даже эмблема).
По мнению киноведа Лидии Зайцевой, стая подростков из «Вагонки» объявила войну своим сверстникам, иначе устроенным в жизни.
В одном из эпизодов парни с «Вагонки» смотрят американский видеофильм «Улицы в огне» Уолтера Хилла (англ. Streets of Fire) 1984 года.
В сцене с рок-концертом снялась минская рок-группа «7 герц».
Брейк-данс на улице исполнила московская команда «Хип-хоп».
Лента демонстрировалась в видеозалах кинотеатров и видеосалонах с июля 1988 года. Перед премьерой фильма издательство «Рекламфильм» выпустило четыре рекламных плаката в июле 1988 года: «арлекин» (14.07.88), «камень на шее» (15.07.88), «кулак» (15.07.88) и «Арлекино и Лена» (20.07.88).

## Критика
В 1987 году в декабрьском номере журнала «Советский экран», материал которого был написан в октябре, киновед Олег Сильванович резюмировал, что вражда, усугубляемая возникшим любовным треугольником «Интер» — «Лена» — «Арлекино», приводит героев картины к трагической развязке.
В 1988 году в апрельском номере журнала «Спутник кинозрителя» кинокритик Григорий Симанович со съёмок картины в павильоне анонсировал, что главный герой склонен решать все проблемы с помощью силы.
25 августа 1988 года в газете «Советская культура» писатель Михаил Левитин уловил мысль авторов фильма фразой «посеявший бурю от бури и погибнет»: осознав и увидев себя внизу социальной лестницы, «Арлекино» предпочёл бить всех, кто живёт не так, как он, а в финале был наказан ещё страшнее, чем привык «наказывать» он сам. 26 августа в кинотеатре «Восход» Первоуральска состоялась кинопремьера фильма и творческая встреча с его режиссёром. 1 сентября в первоуральской газете «Под знаменем Ленина» вышла статья от киноведа Дмитрия Стровского, в которой он подчеркнул в фильме «нравственную деградацию» тех, кому не доступны блага и тех, кто их имеет. Финальная сцена, по мнению автора, демонстрирует, что «страх, который ты вселяешь в других, в конечном итоге обернётся против тебя самого». C 29 сентября фильм демонстрировался в видеокафе «Уралочка» в городе Реж Свердловской области. В октябре журналист Владимир Щербаков написал в режской газете «Правда коммунизма», что фильмы «Меня зовут Арлекино» и «Маленькая Вера» являются доказательством того, что «эротика всё же входит в нашу жизнь».
В 1988 году в ноябрьском номере журнала «Советский экран», материал которого был написан в сентябре, киновед Олег Ковалов пришёл к выводу, что герои Рыбарева — «это слепок с нас»: его герои показывают «социальные болезни, сформировавшие нас».
В 1988 году в ноябрьском номере журнала «Киномеханик» кинокритик Елена Бауман заключила, что это трагическая история вожака неформальной молодёжной группы. По мнению критика, в финале Арлекино будет безжалостно сломлен, растоптан и поставлен на колени — такова его судьба, явившаяся в облике циничных и беспощадных «деловых».
В 1988 году в декабрьском номере журнала «Спутник кинозрителя» кинокритик Алексей Ерохин заключил, что действия «вагонки» срывать зло на непохожих на них являются отравленным плодом многолетнего вколачивания в головы сограждан идеи борьбы («кто не с нами, тот против нас»), результатом «деления общества на правых и виноватых» и «стравливания народа стенки на стенку».
17 декабря 1988 года в газете «Советская культура» киновед Владимир Цветов подчеркнул в картине «смелое открытие той стороны жизни, которая до сих пор скрывалась от зрителей». Татьяна Хлоплянкина посчитала, что такой фильм нам просто необходим, поскольку он привлекает внимание к важной проблеме жестокости подростков. Нина Агишева похвалила авторов за понимание, с которым они отнеслись к судьбе каждого молодого человека, каким бы он ни был, помня прежде всего о том, что он — человек.
В январе 1989 года киновед свердловской газеты «На смену!» Светлана Дедюрина подытожила, что жестокость, которую герои-«неформалы» «считают своей главной силой, оборачивается против них же…».
В сентябре 1989 года кинокритик Николай Суменов в брошюре «Они и мы» пришёл к выводу, что герой картины расплачивается за содеянное: он бросил бумеранг, который в конце концов больно ударил его самого.
В 2001 году кандидат филологических наук Александр Юрьевич Кожевников отметил в своей книге «Крылатые фразы и афоризмы отечественного кино» две фразы из фильма: «Под Котовского его, под самый корень!», «Это что у тебя, а? — Пуля бандитская».
В 2002 году в книге «Новейшая история отечественного кино 1986—2000. Часть 2. Кино и контекст. Том 4» киновед Георгий Мхеидзе заключил, что Арлекино и его друзья по-детски самоутверждаются в противостоянии взрослому миру и детям совбуржуазии, «центровым» или «мажорам».
В 2006 году киновед Сергей Кудрявцев назвал развязку фильма «отечественным и более варварским рефреном известного эпизода изнасилования из итальянской картины «Рокко и его братья».

## Музыка
- В электричке магнитофон проигрывает мелодию «Touch Too Much» группы AC/DC.
- В мастерской звучит композиция «Zoolookologie» Жан-Мишеля Жарра.
- В кафе — песня «In the Army Now» группы Status Quo.
- В комиссионном магазине — «No One Like You» группы Scorpions.
- На дискотеке — песня «Lessons in Love» группы Level 42 и Mirage «No More No War».
- На улице — брейк-данс исполняют под композицию «Wham! Rap '86» дуэта Wham!
- При просмотре видеофильма (Streets of Fire, 1984) — «Nowhere Fast», группы Fire Inc.